# O'Shea Jackson Jr.
O ' Shea Jackson Jr.  (* 24. únor, 1991, Los Angeles, Kalifornie, Spojené státy americké), je známý pod svým pódiovým jménem OMG, je americký herec a rapper. O ' Shea je synem rappera Ice Cuba. Svého otce hrál v životopisném filmu Straight Outta Compton.

## Životopis
O'Shea se narodil v Los Angeles, Kalifornie. Je synem O'Shea Jacksona, lépe známého jako Ice Cube a Kimberly Woodruff.
Má staršího bratra Darrella (narozený 3. prosince 1986) a mladšího bratra Shareefa(narozený v  červnu 2000) a sestru jménem Kareema. Jeho bratr Darrell je také rapper, vystupuje pod jménem Doughboy, což je přezdívka postavy, které jeho otec hrál, Darin "Doughboy" Baker, v jeho prvním filmu Chlapci ze sousedství. Vystudoval University of Southern California

## Kariéra

### Film
V červnu 2014 bylo oznámeno, že O'Shea byl obsazen do role svého otce Ice Cuba ve filmu Straight Outta Compton, životopisném filmu o N.W.A. Film měl premiéru 14. srpna 2015 a získal na pozitivní recenze. 

### Hudba
V roce 2010 se O'Shea a jeho bratr Darrell podíleli na písničkách "She Couldn't Make It On Her Own" a "Y'all Know How I Am" na albu jejich otce  I Am the West.
V březnu 2012 zveřejnil, pod jménem OMG, online svůj první mix Jackin' for Beats. 
V roce 2015 se objevil ve videoklipu zpěvačky Piai Miai k její písni "Touch". Také se objevil ve videoklip hip hopového dua Twenty88 k písničce "Out of Love".

## Filmografie

### Film
| Rok  | Název                     | Role               | Další poznámky |
| ---- | ------------------------- | ------------------ | -------------- |
| 2015 | Straight Outta Compton    | Ice Cube           |                |
| 2017 | Ingrid Goes West          | Dan Pinto          |                |
| 2018 | Dokonalá loupež           | Donnie Wilson      |                |
| 2019 | Srážka s láskou           | Lance              |                |
| 2019 | Obhájce nevinných         | Anthony Ray Hinton |                |
| 2019 | Godzilla II Král monster  | Jackson Barnes     |                |
| 2023 | Medvěd na koksu           | Daveed             |                |
| 2025 | Den of Thieves 2: Pantera | Donnie Wilson      |                |

### Televize
| Rok  | Název         | Role         | Další poznámky       |
| ---- | ------------- | ------------ | -------------------- |
| 2018 | Drunk History | DJ Kool Herc | díl: „Game Changers“ |

## Diskografie
| Rok  | Název             | Typ     | Poznámky                  |
| ---- | ----------------- | ------- | ------------------------- |
| 2012 | Jackin' for Beats | Mixtape |                           |
| 2014 | "OMG"             | Single  | vyrábí Zahraniční Věrnost |
| 2015 | "Ain't No Place"  | Single  | vyrábí Zahraniční Věrnost |

### Featuring
| Rok  | Píseň                             | Umělec                                            | Album         |
| ---- | --------------------------------- | ------------------------------------------------- | ------------- |
| 2010 | "She Couldn't Make It On Her Own" | Ice Cube (feat. OMG & Doughboy)                   | I Am the West |
| 2010 | "Y'all Know How I Am"             | Ice Cube (feat. OMG, Doughboy, WC & Young Maylay) | I Am the West |